# سلسلة تبريد

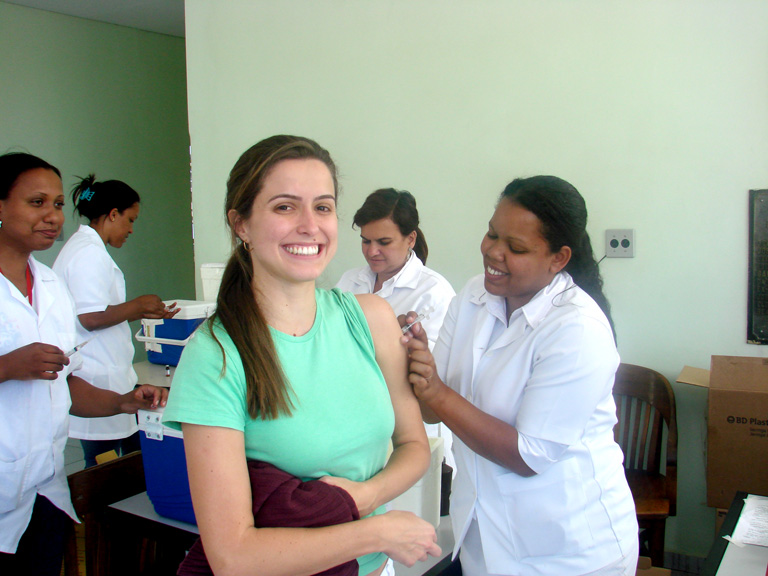
اللقاحات تمثل أحد تطبيقات استخدام وحدات سلسلة التبريد ذات درجات الحرارة المضبطوطة.

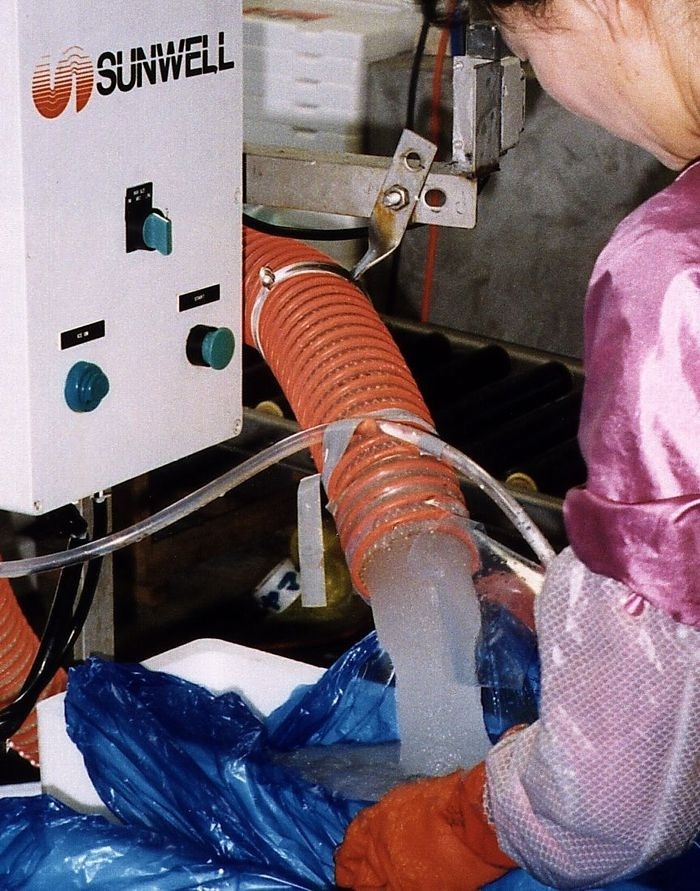
استخدام الجليد الطيني لشحن المنتجات الغذائية الحساسة.

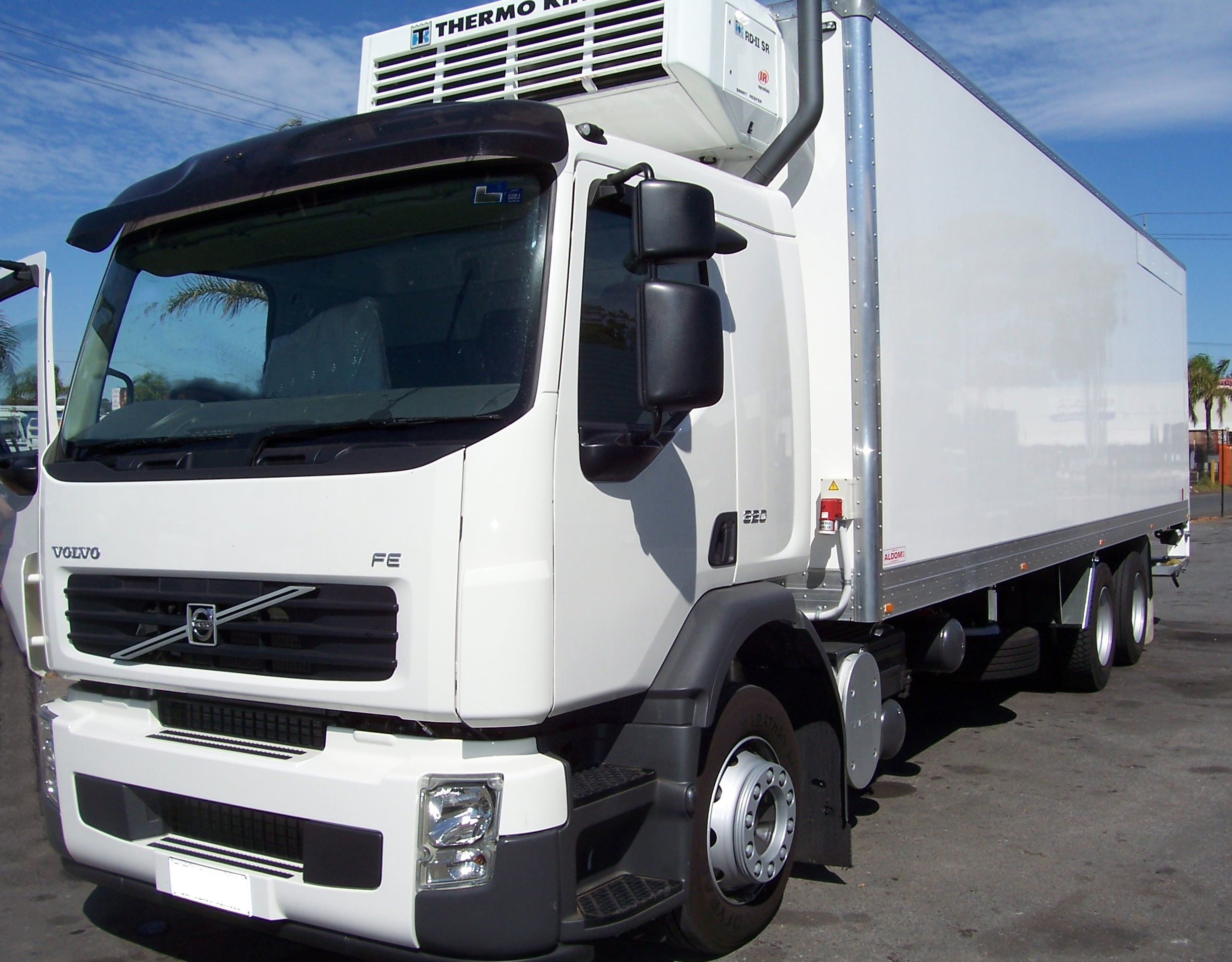
شاحنة مزودة بنظام تبريد

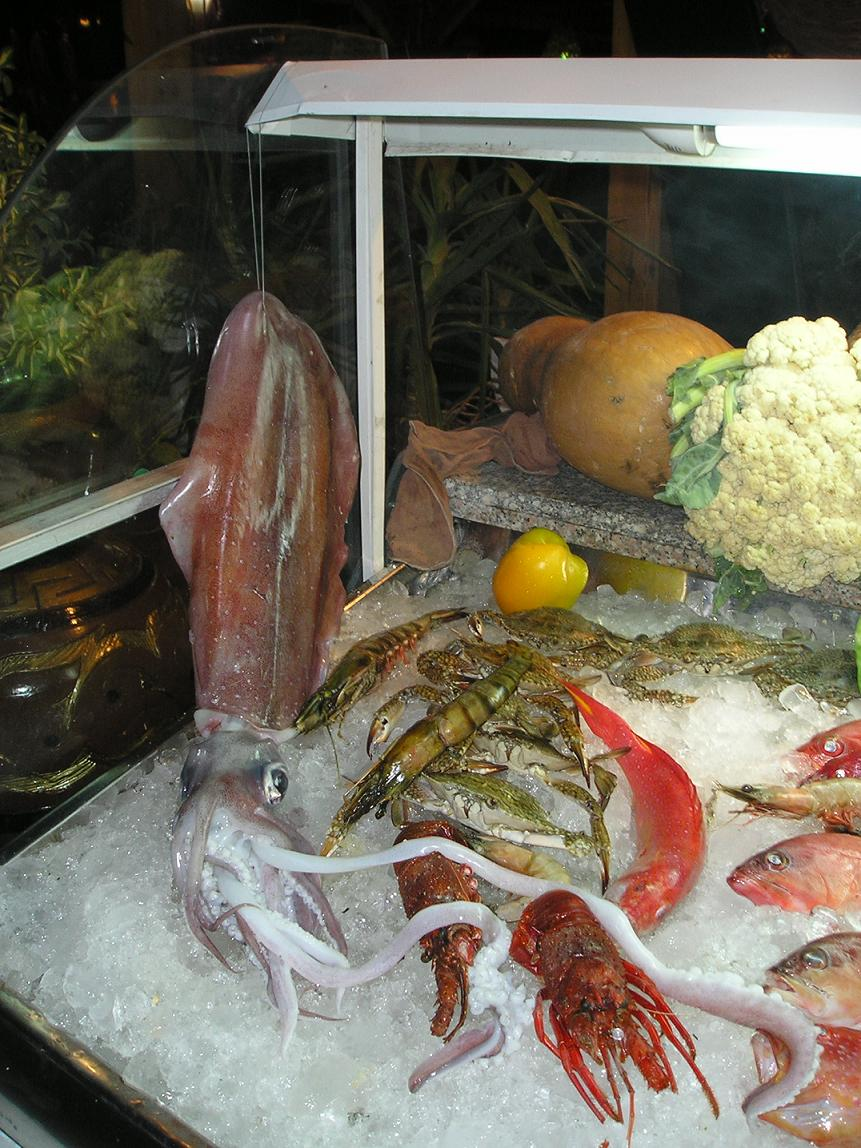
أطعمة بحرية مثلجة معروضة للمستهلك.

تُعَبِّرُ سلسلة التبريد (بالإنجليزية:  cold chain)‏ عن سلسلة إمدادٍ ذات درجة حرارةٍ مضبوطةٍ. هذا وتُمَثِّل سلسلة الإمدادٍ غير المكسورة حلقات التخزين، وأنشطة التوزيع غير المتقطعة، والتي تحافظ على مدى درجات الحرارة المطلوبة والمحددة. فهي تُستخدم للمساعدة في مد وضمان سلامة فترة الحفظ قبل بيع (بالإنجليزية: shelf life)‏ المنتجات والبضائع المختلفة كالمنتجات الزراعية الطازجة،  الأطعمة المُجَمَّدَة، أفلام تحميض الصور الفوتوغرافية، المواد الكيميائية، والأدوية الصيدلانية.

## الاستخدامات
تنتشر سلاسل التبريد في الصناعات الغذائية والدوائية، بالإضافة إلى بعض أنواع الشحنات الكيميائية. ومن أحد نطاقات درجات الحرارة المطلوبة ضمن سلسلة التبريد اللازمة للصناعات الدوائية 2- 8 درجات مئوية. إلا أن نطاقات السماح في درجات الحرارة الخاصة (والوقت عند درجة الحرارة) تعتمد على المنتج الفعلي الذي يتم شحنه.

### اللقاحات

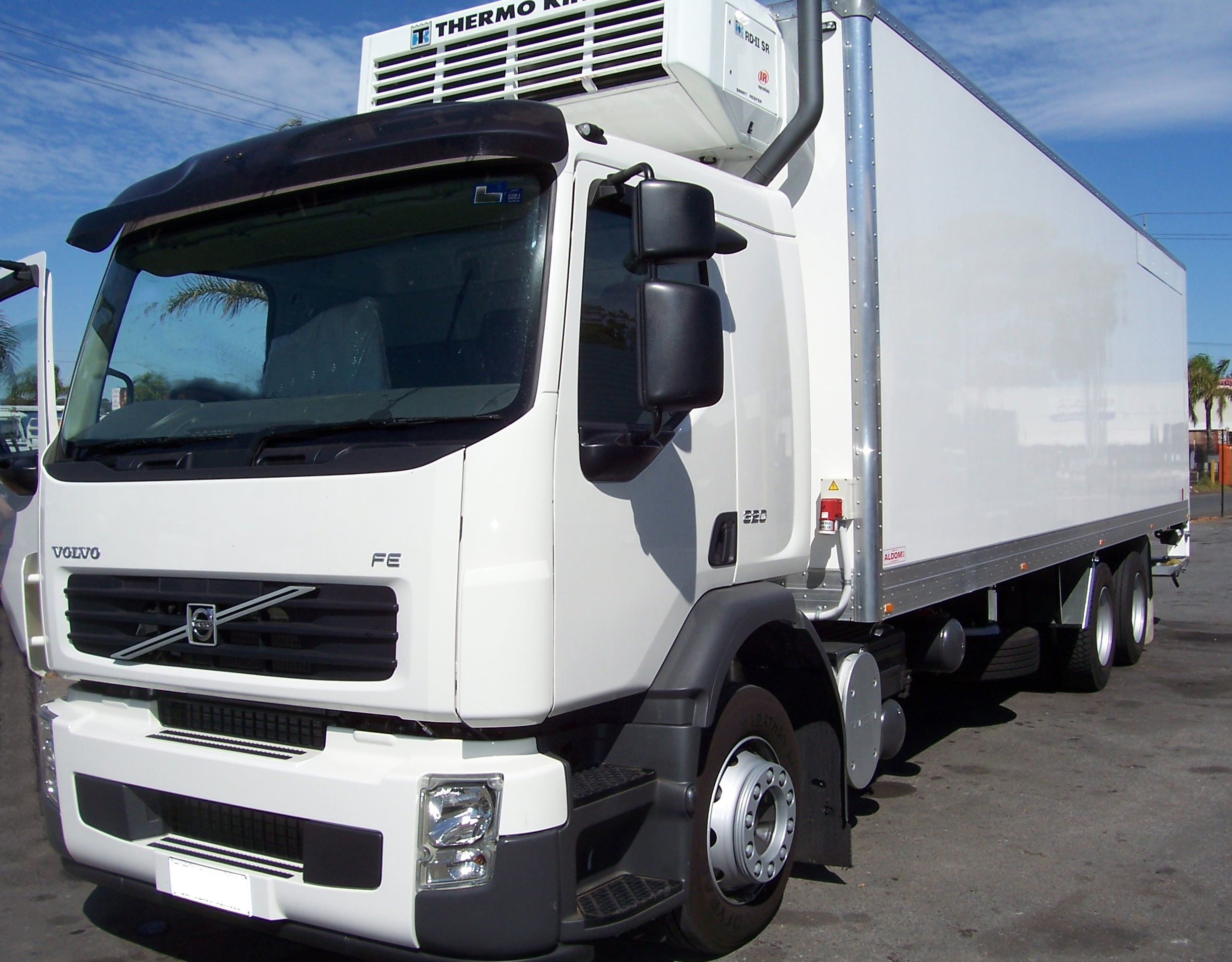
شاحنة مزودة بنظام تبريد

تُستخدم سلسلة التبريد في توريد اللقاحات إلى العيادات البعيدة في المناخات الحارة التي تخدمها شبكات نقل ضعيفة التطور. قد يؤدي تعطيل سلسلة التبريد بسبب الحرب إلى عواقب مشابهة لتفشي الجدري في الفلبين خلال الحرب الإسبانية الأمريكية، حيث كانت اللقاحات الموزعة خاملة بسبب نقص التحكم في درجة الحرارة أثناء النقل.
بالنسبة للتطعيمات على وجه الخصوص، هناك أنواع مختلفة من سلاسل التبريد. هناك سلسلة تبريد شديدة الانخفاض، أو شديدة التجمد، للقاحات تتطلب -70 درجة مئوية. بعد ذلك تتطلب السلسلة المجمدة -20 درجة مئوية تتطلب لقاحات الحماق والنطاقي هذا المستوى. ثم سلسلة التبريد، والتي تتطلب درجات حرارة تتراوح بين درجتين وثماني درجات مئوية. تتطلب معظم لقاحات الإنفلونزا التبريد فقط.
في عام 2020 أثناء جائحة COVID-19، قد تحتاج اللقاحات التي يتم تطويرها إلى تخزين شديد البرودة ودرجات حرارة للنقل تصل إلى -70 درجة مئوية (-94 درجة فهرنهايت)، مما يتطلب ما يُشار إليه باسم البنية التحتية «السلسلة الباردة». هذا يخلق بعض مشاكل توزيع لقاح فايزر. تشير التقديرات إلى أن 25 إلى 30 مقاطعة فقط في العالم لديها البنية التحتية لسلسلة التبريد فائقة البرودة المطلوبة.

## فعالية الاستخدام
يمكن تطبيق وإدارة سلسلة التبريد من خلال نظام إدارة الجودة (بالإنجليزية: quality management system)‏. حيث يجب تحليلها، قياسها، ضيطها ومراقبتها، توثيقها والتثبت من جودتها (بالإنجليزية: Validation (drug manufacture))‏.
كما تستخدم صناعة الغذاء عملية تحليل المخاطر ونقاط التحكم الحرجة (بالإنجليزية:  Hazard Analysis and Critical Control Point)‏، كوسيلةٍ مفيدةٍ لتلك الإجراءات الخاصة بالتثبت من السلامة والجودة. حيث استمر استخدامها في مجالاتٍ أخرى. هذا وقد أوضحت جمعية الأدوية بالحقن في تقريرها الفني رقم 39 ملخصاً لكيفية التثبت من جودة وسلامة سلسلة التبريد.
ويمكن تطبيق النهج العام للتثبت من عملية التوزيع من خلال بناء المزيد والمزيد من شهادات التأهيل والاعتماد على قمة كل واحدٍ منها بهدف الوصول إلى حالةٍ فاعلةٍ تم التيقن والتثبت منها. ويتم هذا من خلال إجراء اعتمادٍ وتأهيلٍ عنصريٍ للعناصر المكونة لعملية التعبئة والتغليف. ثم إجراء اعتمادٍ وتأهيلٍ تشغيلي (أثناء العملية) يقوم بإدارة أداءات العملية على الأطراف العملية. أما المرحلة الأخيرة تتمثل في إجراء اعتمادٍ للأداء والذي يوضح أن ما يجري في العالم الواقعي هو ما تتضمنه حدود ما يتم إدارته ضمن حدود التأهيل التشغيلي.
في حين أوضح التقرير الفني لجمعية الأدوية بالحقن كذلك أنه من المطلوب ه من المطلوب إجراء اعتمادٍ (تأهيلٍ) عنصريٍ لتوضيح أن العنصر يمكن تصنيعه وفقاً لمعايير التصميم الخاصة بالعنصر الفردي. ويتم إدراج ذلك في الوثيقة بسبب أن الصناعة لا تفهم أسباب التثبت والتفعيل؛ فعمليات التثبت جميعها خُصِّصَت للتجهيزات ولم تكن بالعمليات المساعدة مثل عملية الشحن والتوزيع.
هذا وقد تساعد عملية الاختبار والفحص الحراري في التثبت من فعالية سلسلة التبريد. وتستخدم معامل الفحص المعتمدة غرفاً بيئيةً لمحاكاة مختلف التشكيلات المحيطة والتي قد تواجهها العبوة في أثناء دائرة التوزيع. حيث تُسْتَخْدَم المجسات مزدوجة الحرارية ومسجلات بيانات (بالإنجليزية: datalogger)‏ درجات الحرارة المنفصلة لقياس درجات الحرارة ضمن شحنات المنتجات المختلفة لتقرير وتحديد استجابة العبوة لظروف الاختبار. هذا وتُطَبق اختبارات التكرار القائمة على بروتوكولات الاعتماد لصياغة تقريرٍ نهائيٍ للاعتماد يمكن استخدامه للدفاع عن الترتيب الذي تم التوصل إليه عند قيام المنظمين بمراجعته. ومن الأفضل الحصول على فردٍ له القدرة على تفهم واستيعاب مباديء التثبت من الفعالية عند الدفاع عن مثل تلك العمليات للجنة التنظيمية الاتحادية لأي دولة.
سلسلة التبريد في حاجةٍ إلى التقييم والضبط:
- يستطيع موفري الخدمات الناقلة والوجستية مساعدة الشاحنيين. حيث أن لموفري هذه الخدمات القدرة على الاتصال والترابط مع الخطوط الجوية للحالة الزمنية الواقعية، إنتاج توثيقات للخبراء مبنية على شبكة الإنترنت، وتوفير تتبعٍ إلكترونيٍ كذلك.
- استخدام شاحنات التبريد (بالإنجليزية: refrigerator truck)‏، سيارات التبريد (بالإنجليزية: refrigerator car)‏، السفن الثلاجات (بالإنجليزية: reefer ship)‏، الحاويات الثلاجات (بالإنجليزية: reefer container)‏، وكذلك مستودعات التبريد بصورةٍ عامةٍ.
- تحميل الشحنات في حاويات الشحن المعزولة (بالإنجليزية: insulated shipping container)‏ أو صور التعليب الخاصة الأخرى.[4]
- تساعد مسجلات بيانات درجات الحرارة على ضبط ومراقبة تاريخ درجات الحرارة بالشاحنة، المستودعات المختلفة،...إلخ. ذلك بالإضافة إلى تاريخ درجات حرارة المنتج نفسه الذي يتم شحنه.[5] هذا وتساعد مسجلات البيانات كذلك في تحديد باقي سمات وملامح فترة حفظ ما قبل البيع.[6]
- عملية التوثيق لها أهميتها الحرجة. فكل مرحلةٍ من مراحل سلسلة الحضانة والرعاية تحتاج إلى أن تتبع بروتوكولات مؤسسة بالإضافة إلى الحفاظ على سجلاتٍ مناسبةٍ. هذا وتقع تأخيرات الجمارك بسبب أوراق العمل الجركي غير الدقيقة أو غير المكتملة، ومن ثم يجب إتباع خطوطٍ ارشاديةٍ أساسيةٍ لعمل فاتورةٍ تجاريةٍ لضمان صياغةٍ مناسبةٍ، بالإضافة إلى عددٍ من النسخ وتفاصيلٍ أخرى كذلك.

وخلال عملية التوزيع، يجب أن يتحكم المرء في تلك العملية حتى يكون له القدرة على تكوين وتجميع البيانات الكافية والتي تشير بوضوح إلى أن العملية امتثلت للقواعد والمباديء اللازمة، بالإضافة إلى أنها تخضع للمراقبة والضبط. ففي كل مرةٍ لا تخضع فيها عملية التوزيع (وفقاً لسلسلة التبريد) لعملية التثبت والتيقن من فاعليتها، لابد من توثيق ذلك الحدث بصورةٍ مناسبةٍ، ثم استقصائه أوتصحيحه، ومن ثم لا يُسمح في المستقبل بأي انحرافٍ في درجات حرارة الحمولة أو الشحنة المراد توزيعها. مما يَسمح بتطويرٍ مستمرٍ للعملية وتلافي أو تصحيح أي تشوهاتٍ وانحرافاتٍ في العملية كذلك. مما يساعد في نهاية المطاف إلى تطوير عملية رصدٍ دوريٍ للبيانات الكافية المشيرة إلى أن العملية تخضع للضبط والمراقبة. وهنا نلاحظ أن أي تشوهٍ أو انحرافٍ عن المعايير يقع في العملية التي تخضع للضبط والمراقبة سيسفر عن وقوع عمليةٍ غير فعالةٍ والتي لا تخضع للضبط بعد ذلك، مما يسبب انسحاباً للمنتج من الأسواق لضمان سلامة المريض والمستهلك بصورةٍ عامةٍ.
مما يجعل من الضروري تطوير نظامٍ داخليٍ للتوثيق بالإضافة إلى تصميم مجموعةٍ من معايير وبروتوكولات الاتصال متعددة الأحزاب بهدف نقل أوخلق مستودعٍ مركزيٍ أو حلقة وصلٍ لتتبع المعلومات عبر سلسلة الإمدادات. مما يساعد تلك الأنظمة على ضبط ومراقبة حالة التجهيزات والمعدات، بالإضافة إلى تاريخ درجة حرارة المنتج المشحون، وكذلك سلسلة الحضانة أو الرعاية...إلخ. حيث تساعد كل تلك الإجراءات على ضمان سلامة المنتج الغذائي، الدوائي أو اللقاحات، بالإضافة إلى بقائها فعالة عند وصولها للمستلك المستهدف.